# Probezzia infuscata
Probezzia infuscata är en tvåvingeart som beskrevs av Malloch 1915. Probezzia infuscata ingår i släktet Probezzia och familjen svidknott. Inga underarter finns listade i Catalogue of Life.